# Hyundai Matrix
De Hyundai Matrix was een compacte MPV van Hyundai. De Matrix is gebaseerd op de derde generatie Hyundai Elantra en kwam in 2001 op de markt.

## Details
De Hyundai Matrix werd getekend door Pininfarina. Het ontwerp kenmerkt zich door de gestroomlijnde voorzijde, de tot in de achterklep doorlopende lijn over de flanken en de afgeronde hoeken. Geometrie en symmetrie hebben bij de ontwikkeling van het design een belangrijke rol gespeeld. Verder kenmerkt de Matrix zich door de opvallende portierlijn, die lijkt uitgesneden in de carrosserie.
Vanaf de start was de Matrix leverbaar met drie motoren: de 1.6 (103 pk) en 1.8 (122 pk) benzinemotoren en een 1.5 liter driecilinder common-rail dieselmotor met 82 pk. Deze dieselmotor ontstond uit door van de 2.0 liter dieselmotor uit de Elantra en Trajet een cilinder af te halen en kenmerkt zich door weinig raffinement en een rauwe loop. De driecilinder dieselmotor werd begin 2005 vervangen door een exemplaar met vier cilinders. Het maximale vermogen steeg daarbij van 82 naar 102 pk en het maximumkoppel van 184 naar 235 Nm, terwijl het gemiddelde verbruik juist afnam van 6.0 naar 5.7 l/100 km. Deze verbeteringen zijn mede te danken aan de toepassing van een turbo met variabele geometrie (VGT). De vernieuwde Matrix debuteerde op de Autosalon van Genève in 2005 met de nieuwe dieselmotor. Om plaats te maken voor de nieuwe dieselmotor moest de motorruimte worden vergroot. Dit werd bewerkstelligd door een nieuwe grille en gewijzigde vorm van de motorkap, terwijl ook de voorbumper en indeling van de achterlichten werden aangepast. In de loop van 2005 kregen ook de uitvoeringen met benzinemotor de facelift.
In 2008 onderging de Matrix voor de tweede maal een facelift. Het front werd hierbij grondig vernieuwd met onder meer nieuwe koplampen, een nieuwe grille en bumpers. De raamlijn oogt verder door het gebruik van folie bij de A-stijl en het derde zijruitje minder opvallend. Ook werd de dieselmotor aangepast, waarvan het vermogen toenam tot 110 pk. In Nederland verdwenen de 1.8 en 1.5 CRDi VGT echter uit het gamma, dat hierdoor louter bestond uit de 1.6 liter benzinemotor.
In 2010 verscheen de opvolger van de Matrix, de Hyundai ix20, een zustermodel van de Kia Venga.

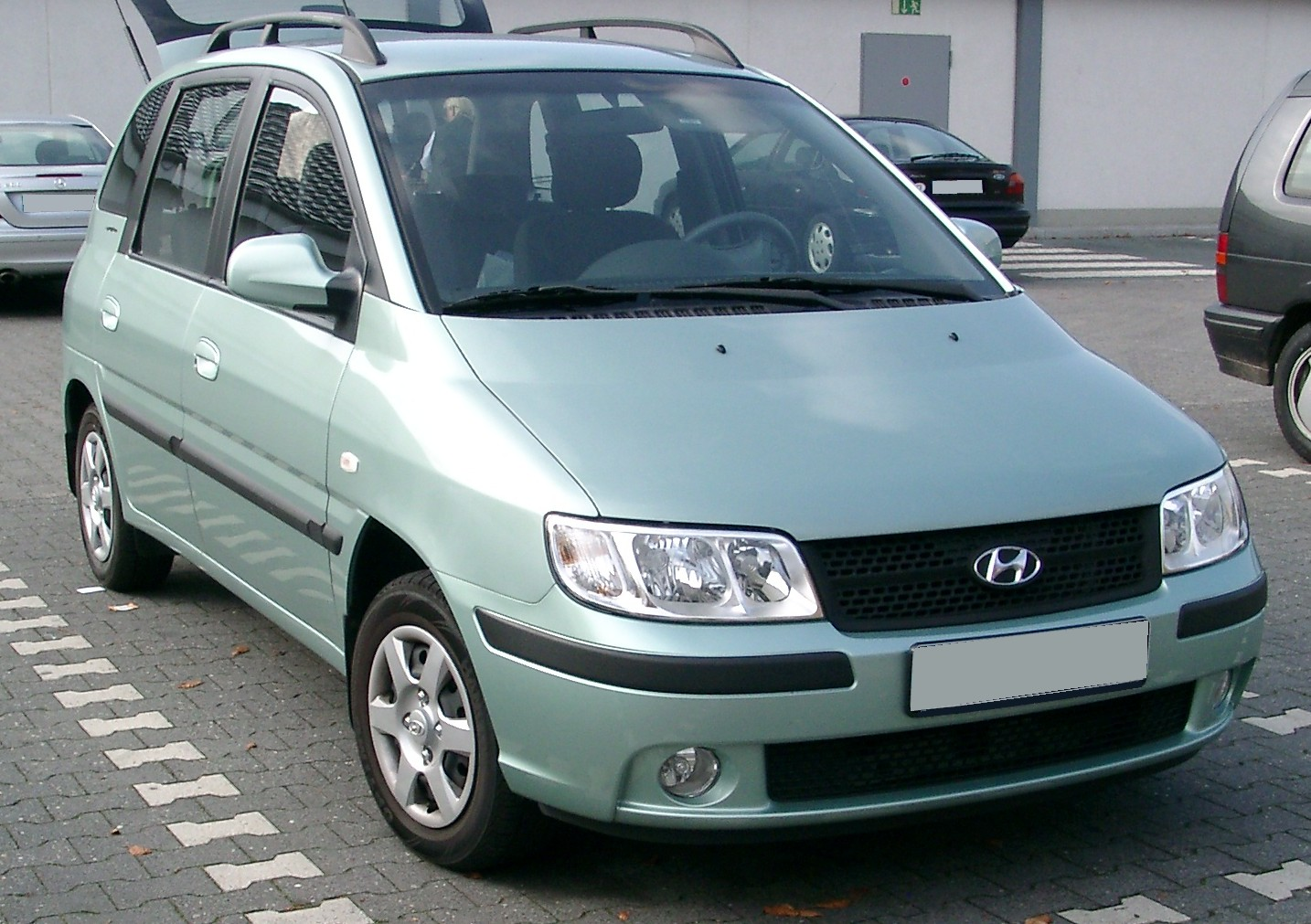
Hyundai Matrix (2001-2005)
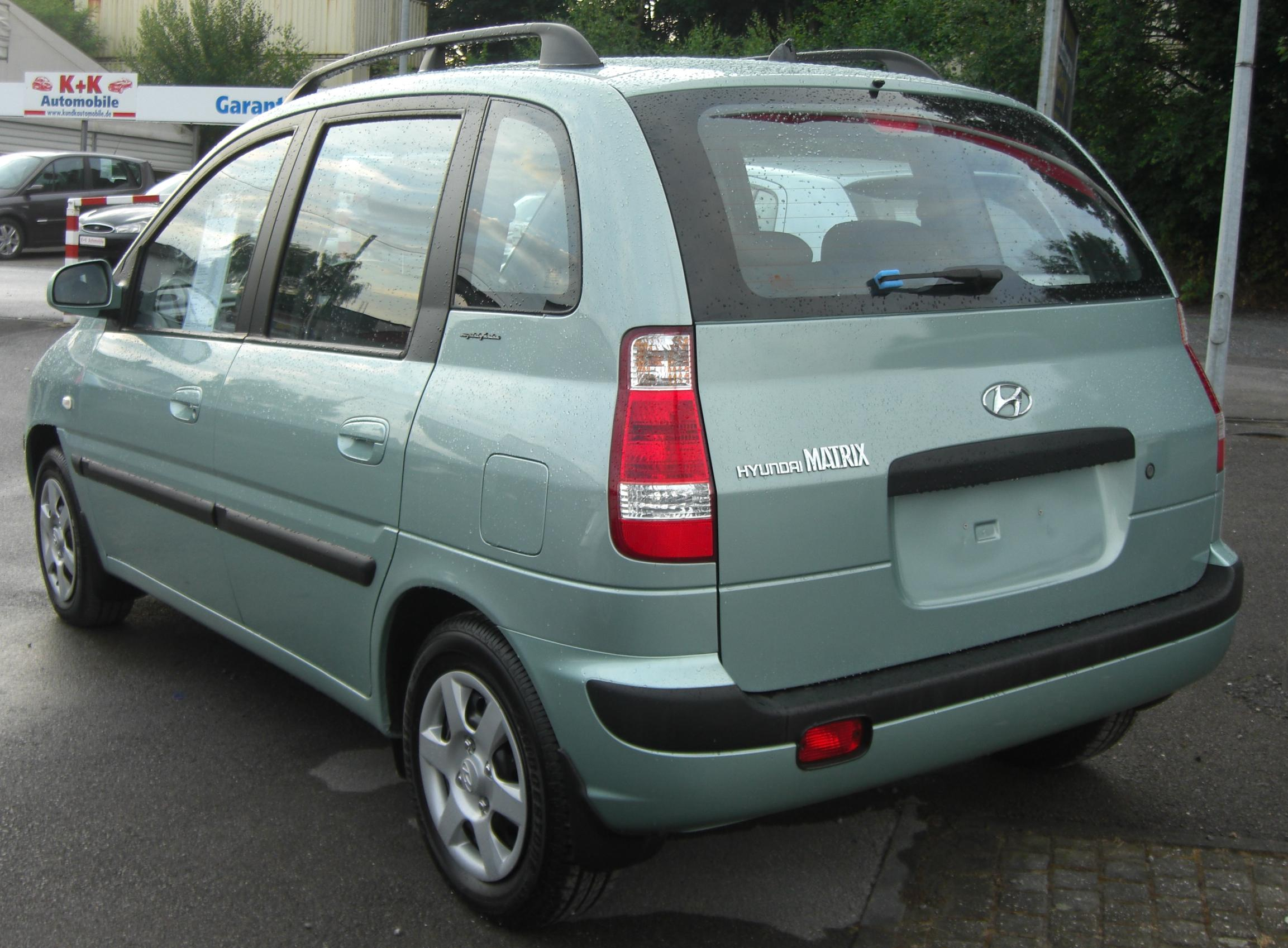
Hyundai Matrix (2005-2008)
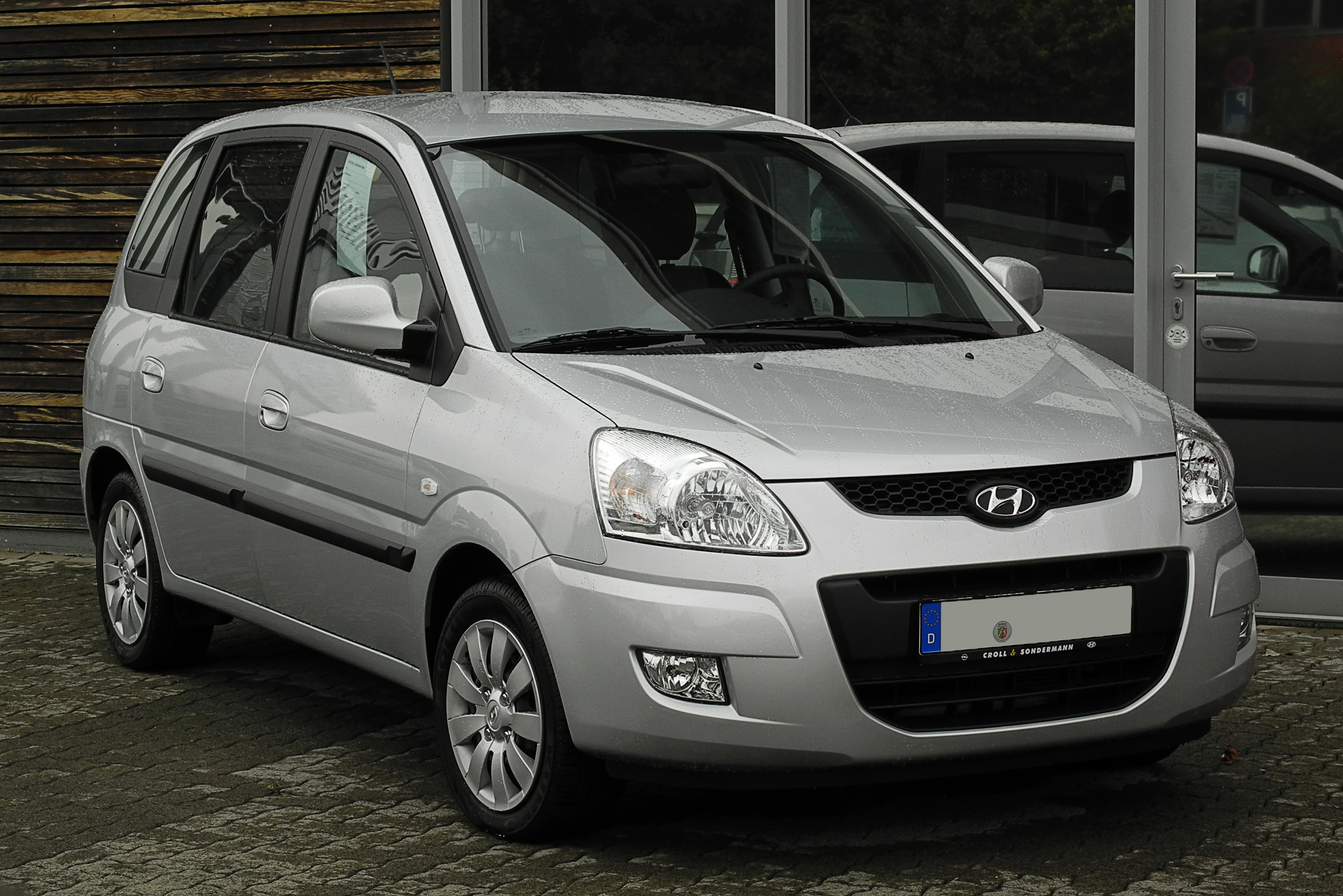
Hyundai Matrix (2008-2010)
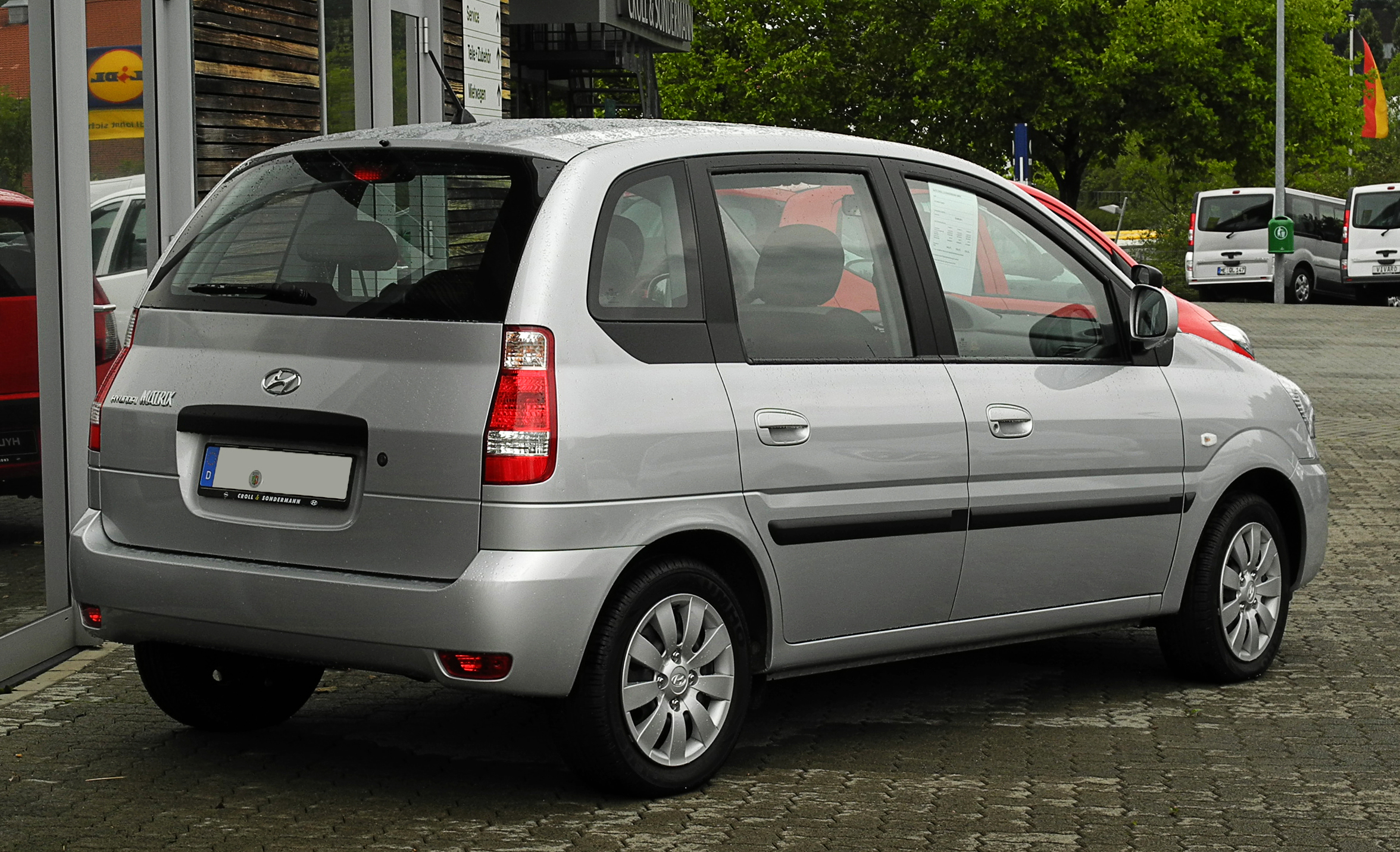
Hyundai Matrix (2008-2010)

## Motoren
| Type           | Cilinders | Kleppen | Cilinderinhoud | Vermogen                      | Koppel                | CO2-uitstoot | Opmerkingen |
| -------------- | --------- | ------- | -------------- | ----------------------------- | --------------------- | ------------ | ----------- |
| Benzinemotoren |           |         |                |                               |                       |              |             |
| 1.6            | 4         | 16      | 1599 cm³       | 76 kW (103 pk) bij 5800 min−1 | 141 Nm bij 4500 min−1 | 171-198 g/km | 2001–2010   |
| 1.8            | 4         | 16      | 1795 cm³       | 90 kW (122 pk) bij 6000 min−1 | 162 Nm bij 4500 min−1 | 205-219 g/km | 2001–2010   |
| Dieselmotoren  |           |         |                |                               |                       |              |             |
| 1.5 CRDi       | 3         | 12      | 1493 cm³       | 60 kW (82 pk) bij 4000 min−1  | 184 Nm bij 1900 min−1 | 158 g/km     | 2001–2005   |
| 1.5 CRDi VGT   | 4         | 16      | 1493 cm³       | 75 kW (102 pk) bij 4000 min−1 | 235 Nm bij 2000 min−1 | 142 g/km     | 2005–2008   |
| 1.5 CRDi VGT   | 4         | 16      | 1493 cm³       | 81 kW (110 pk) bij 4000 min−1 | 235 Nm bij 2000 min−1 | 136 g/km     | 2008–2010   |

Huidige modellen Nederland en België:
Bayon ·
i10 ·
i20 ·
i30 ·
Inster ·
Ioniq ·
Ioniq 5 ·
Ioniq 6 ·
Kona ·
Kona Electric ·
Nexo ·
Santa Fe ·
Tucson
Overige modellen internationaal:
Accent ·
Grandeur ·
Genesis ·
Eon ·
Equus ·
Porter ·
Sonata ·
Veloster
Uit productie:
Atos ·
Coupe ·
Dynasty ·
Elantra ·
Excel ·
Getz ·
Genesis Coupe ·
i40 ·
ix20 ·
ix55 ·
Lantra ·
Matrix ·
Pony ·
Santamo ·
Scoupe ·
Stellar ·
Terracan ·
Trajet ·
Tucson ·
XG